# Яков (тысяцкий)
Яков (Иаков) — новгородский тысяцкий в 1191—1192 гг.

## Тысяцкий
В списке тысяцких Яков не значится, но вероятно он следует после Милонега. Не упоминается он и в летописях. Единственный источник, упоминающий его — договорная грамота, которой князь Ярослав Владимирович, посадник Мирошка Несдинич и тысяцкий Яков подтверждали старый мир с Готским берегом и немецкими городами. Кроме того, грамотой разграничивались посольские и торговые отношения, определялись наказания за различные правонарушения (основным наказанием выступал денежный штраф). Договор датируется 1191—1192 годами.